# Lubart (imię)
Lubart, Libard, Lifard, Lubart, Lubert, Lupard — 1) imię męskie pochodzenia germańskiego, nadawane na terenie państwa Polskiego od średniowiecza i notowane w formach Lephard, (Libard), (Lifard), (Lipard), Liphard, Liphart, Lubart, Lubart, (Lubert), Lubhard, Lubhart, (Lupard), (Lupert) (<Liuphart). Pierwszy człon wiąże się z germ. leuba, stwniem. liub, stsas. liof, śrwniem. liep, liup, średnio-dolno-niemieckim lēf — „kochany, miły, przyjemny”. Człon drugi to germ. hart — „silny, mocny, krzepki, dzielny”. Imię to można rozumieć jako „bardzo kochany”; 2) imię męskie pochodzenia litewskiego. Pierwszy człon wiąże się z lit. liauti — „zakończyć, przestać”, liūvis – „przestawanie”. Człon drugi to lit. barti — „rugać, gromić, borykać się”.

## Lubartimieninyobchodzi
- 18 stycznia, jako wspomnienie św. Leobarda z Marmoutier pod Tours,
- 25 lutego, jako wspomnienie św. Leobarda z Marmoutier[3].

## Znane osoby noszące imię Lubart
- (2) Lubart — książę litewski, syn Giedymina

## Odpowiedniki w innych językach
- łacina: Leobardus
- język angielski: Leobard
- język francuski: Liébard
- język niemiecki: Liebhard, Leobard, Liebhard
- Język litewski: (imię pochodzenia germańskiego) Leonardas; (imię pochodzenia litewskiego) Liubartas